# Sondertribunal für den Libanon
Das Sondertribunal für den Libanon (französisch Tribunal Spécial pour le Liban (TSL), englisch Special Tribunal for Lebanon (STL), arabisch المحكمة الدولية الخاصة بلبنان) ist ein Ad-hoc-Strafgerichtshof der Vereinten Nationen, um insbesondere das Attentat auf den Fahrzeugkonvoi des ehemaligen Ministerpräsidenten Rafiq al-Hariri am 14. Februar 2005, bei dem dieser und 22 weitere Personen getötet wurden, aufzuklären und die Täter und deren Hintermänner zu verurteilen. Im Gegensatz zu den UN-Kriegsverbrechertribunalen wird nicht internationales Recht, sondern libanesisches Recht angewandt. Dabei sind die Möglichkeit der Verhängung der Todesstrafe und die Verurteilung zur Zwangsarbeit ausgenommen.
Nicht nur aus Sicherheitsgründen wurde als Sitz des Tribunals Leidschendam-Voorburg bei Den Haag, Niederlande gewählt. Die Einrichtungen des Tribunals befinden sich in dem früheren Gebäude des Algemene Inlichtingen- en Veiligheidsdienst (AIVD), dem niederländischen Inlandsnachrichtendienst.

## Hintergrund
Am 14. Februar 2005 wurde in Beirut der frühere Ministerpräsident Rafiq al-Hariri durch eine Autobombe, die sich auf einem Lkw japanischer Herkunft befand, getötet. Dem Attentat fielen auch 22 weitere Personen zum Opfer, unter ihnen auch Wirtschaftsminister Bassel Fleihan. Eine große Zahl von Passanten wurde verletzt.

## Internationale Untersuchungen

### FitzGerald
Kurz nach dem Attentat wies der Sicherheitsrat der Vereinten Nationen den UN-Generalsekretär an, die Tat untersuchen zu lassen. Dieser entsandte den irischen Polizeikommissar Peter FitzGerald zu diesem Zwecke in den Libanon. Der nach ihm benannte FitzGerald-Bericht  wurde dem UN-Sicherheitsrat am 24. März 2005 überwiesen. Im Bericht wurden die polizeilichen Ermittlungen vor Ort kritisiert und eine Verwicklung Syriens in die Straftat vermutet. Er schloss mit der Feststellung, dass einzig durch eine unabhängige internationale Untersuchung die wahren Umstände des Attentates ermittelt werden könnten.

### Die UNIIIC
Mit der Resolution 1595 des UN-Sicherheitsrats vom 7. April 2005  wurde die United Nations International Independent Investigation Commission (UNIIIC) gegründet. Sie stellte unter der Leitung des deutschen Oberstaatsanwalts Detlev Mehlis weitere Untersuchungen zu diesem Fall an. Die Untersuchungsergebnisse der Kommission wurden im sogenannten Mehlis-Bericht veröffentlicht.
Am 15. Dezember 2005 teilte Mehlis seinen Rückzug aus der UNIIIC mit und die Leitung der Untersuchungen wurde auf den Belgier Serge Brammertz übertragen. Dieser trat wegen seiner Berufung als Chefankläger des Internationalen Strafgerichtshofs für das ehemalige Jugoslawien  auf den 31. Dezember 2007 von seinem Amt zurück. UN-Generalsekretär Ban Ki-moon ernannte am 14. November 2007 den Kanadier Daniel Bellemare als Nachfolger in die UIIIC und gleichzeitig als Ankläger des Sondertribunals.
Die UNIIIC veröffentlichte von Oktober 2005 bis zum März 2008 zehn Untersuchungsberichte.

## Mandat
Die libanesische Regierung ersuchte die Vereinten Nationen am 13. Dezember 2005, ein internationales Sondertribunal aufzustellen, dessen Aufgabe die Strafverfolgung der Verantwortlichen für das Attentat auf al-Hariri sein sollte.
Ein solches Tribunal wurde durch ein Abkommen zwischen den Vereinten Nationen und der libanesischen Republik statuiert. Unter Kapitel VII der Charta der Vereinten Nationen stimmte der UN-Sicherheitsrat mit der Resolution 1757 dem Abkommen am 30. Mai 2007 zu. Die Resolution beinhaltete auch die Statuten des Sondertribunals, die zum 10. Juni 2007 in Kraft traten.
Die Menschenrechtsorganisation Human Rights Watch forderte, dass dem Tribunal auch die Zuständigkeit für 14 weitere Attentate gegeben werden solle, die seit dem 1. Oktober 2004 im Libanon begangen wurden.
Das Abkommen zwischen dem Libanon und den Vereinten Nationen sieht tatsächlich vor, dass die Zuständigkeit des Gerichtes über das Attentat vom 14. Februar 2005 hinaus ausgeweitet werden kann, falls das Gericht feststellen würde, dass weitere Anschläge zwischen dem 1. Oktober 2004 und dem 12. Dezember 2005 mit dem Attentat auf al-Hariri in Verbindung standen, etwa durch Motiv, Täter oder Modus Operandi. Die Einbeziehung späterer Delikte, die durch die Sonderermittler der Vereinten Nationen untersucht wurden, in das Verfahren vor dem Sondertribunal bedarf jedoch der expliziten Zustimmung der libanesischen Regierung und des Sicherheitsrates der Vereinten Nationen.
Es ist das erste Mal, dass ein Tribunal der Vereinten Nationen ein Strafverfahren wegen eines terroristischen Anschlages auf eine einzelne Person durchführt. Das Sondertribunal wird ein hybrider Strafgerichtshof sein, ähnlich dem Sondertribunal für Sierra Leone und dem Rote-Khmer-Tribunal, allerdings wird das Gericht nicht internationales Recht anwenden, sondern Artikel 2 der Statuten des Tribunals legt fest, dass libanesisches Recht zu Anwendung kommt.

## Gerichtsorganisation
Das Gericht besteht aus vier Organen, nämlich den Spruchkörpern, der Anklage, der Geschäftsstelle und einem Büro zur Unterstützung der Verteidigung.

### Spruchkörper
Es gibt insgesamt drei Arten von Spruchkörpern. Dieses sind im Einzelnen der internationale Ermittlungsrichter (Pre-Trial Judge), die Prozesskammer (Trial Chamber) und die Berufungskammer (Appeals Chamber).
Die Prozesskammer besteht aus drei Richtern, einem libanesischen Richter und zwei internationalen Richtern, die Berufungskammer aus zwei libanesischen und drei internationalen Richtern.
Zum ersten Vorsitzenden des Gerichts wurde am 24. März 2009 Antonio Cassese (Italien) und zum Ermittlungsrichter Daniel Fransen (Belgien) ernannt. Antonio Cassese trat im Oktober 2011 vom Amt des Vorsitzenden zurück, zu seinem Nachfolger wurde David Baragwanath (Neuseeland) gewählt.

### Ankläger
Der Ankläger wird vom UN-Generalsekretär nach Rücksprache mit der libanesischen Regierung ernannt. Der Generalsekretär wird bei der Auswahl von einem Komitee beraten, das aus zwei aktiven oder ehemaligen Richter internationaler Gerichte und einem Vertreter des Generalsekretärs besteht. Der Ankläger dient drei Jahre und darf einmalig wiedergewählt werden. Der Vize-Ankläger wird von der libanesischen Regierung ernannt.
Norman Farrell (Kanada) ist seit dem 12. März 2012 Ankläger.

### Geschäftsstelle
Die Geschäftsstelle unter der Leitung des Kanzlers (Registrar) organisiert die tägliche Arbeit des Gerichts. Der Kanzler hat eine Amtszeit von drei Jahren und darf einmalig wiedergewählt werden.
Daryl A. Mundis (USA) ist seit Juli 2013 Kanzler.

## Anklagen
Auf Vorschlag von UNIIIC wurden im August 2005 von einem libanesischen Untersuchungsrichter vier (ehemalige) prosyrische Sicherheitschefs wegen Fluchtgefahr in Untersuchungshaft genommen. Es handelte sich um Raymond Azar (ehem. General des Armeegeheimdienstes), Mustafa Hamdan (Kommandant der Präsidentengarde), Ali al-Hajj (ehem. Polizeichef) und Jamil Sayyed (ehem. General des libanesischen Sicherheitsdienstes).
Am 29. April 2009 entschied Richter Daniel Fransen (Pre-Trial Judge) auf Antrag des Chefanklägers hin, dass die im Gefängnis Roumieh (Libanon) festgehaltenen Tatverdächtigen wegen mangelnden Beweisen unverzüglich frei zu lassen seien. Nach Prüfung des von der UNIIIC und von der Anklage selbst erhobenem Untersuchungsmaterial sowie der von den libanesischen Untersuchungsbehörden am 10. April 2009 eingereichten Dokumentation hatte der Chefankläger festgestellt, dass nicht genügend Beweise zur Erhebung einer Anklage vorlägen.

## Urteil
Am 18. August 2020 wurde der flüchtige Libanese Salim Dschamil Ajjash schuldig gesprochen. Im Dezember 2020 wurde er in Abwesenheit zu lebenslänglicher Haft verurteilt. Drei weitere Angeklagte wurden freigesprochen. 2022 hob das Sondertribunal die Freisprüche auf und verurteilte Hussein Hassan Oneissi und Hassan Habib Merhi, beide der Hisbollah zugerechnet, wegen Beteiligung an dem Attentat. Keiner der Verurteilten wurde verhaftet.